# Manuel Baigorria
Manuel Baigorria (San Luis, Virreinato del Río de la Plata, 1809 - San Luis, Argentina, 1875) fue un militar argentino, que participó en las guerras civiles de su país, y estuvo largos años refugiado en las tolderías de los indígenas. Llegó a ser considerado un cacique entre los ranqueles.

## Huida al desierto
Era un mestizo de familia humilde, pero que sabía leer y escribir. Muy joven se unió al ejército provincial y fue destinado a la frontera contra los indios. Fue nombrado oficial cuando estalló la revolución unitaria de Luis Videla en 1830, en apoyo a la política del general unitario José María Paz. Combatió en la batalla de Oncativo contra Juan Facundo Quiroga y regresó con Videla a San Luis.
Cuando Quiroga regresó, en 1831, formó entre los vencidos en la batalla del río Quinto. Tras varias semanas de esconderse en el monte, los federales se afianzaron en el poder, por lo que se refugió en las tolderías de los indios ranqueles.
Fue recibido por el entonces jefe de la nación ranquel, Yanquetruz, que lo adoptó como a un hijo. Participó en varios malones contra las provincias de Córdoba y Buenos Aires desviando los ataques de su propia provincia, y enfrentó la campaña al desierto de 1833 combatiendo en Acollaradas contra el coronel José Ruiz Huidobro. Al parecer, en esa batalla recibió una terrible herida en la cara en forma de surco, que la cruzaba en diagonal. La cicatriz lo acompañó el resto de su vida, y generaba una cierta admiración por su valor y resistencia. Luego de la muerte de Yanquetruz mantuvo cierto poder al mando de la familia de este, sólo relativamente dependiente del nuevo cacique general, Painé.
En 1840 llevó un malón a su provincia, en apoyo de una revolución unitaria, dirigida por Eufrasio Videla. Lograron tomar el poder, pero sus indios se dedicaron a saquear la región. La reacción del general José Félix Aldao devolvió el poder a los federales, en la persona de Pablo Lucero.
Regresó al desierto, seguido por otros revolucionarios, entre ellos los hermanos Felipe y Juan Saá. Siguió lanzando malones sobre Córdoba, Buenos Aires y Santa Fe y se instaló en el norte de la actual provincia de La Pampa. Sus toldos eran refugio de toda clase de fugitivos. Cuando Saá regresó a San Luis, los indios creyeron que él también los abandonaría. Por eso una esposa india, hermana del toqui Calvaín y fue reconocido como cacique. Llegó a tener tres esposas, una de ellas hija del cacique Ignacio Coliqueo.

## En la Confederación
Después de la batalla de Caseros fue invitado por el presidente Justo José de Urquiza a visitarlo, y allí lo nombró comandante de toda la frontera con los indios. Fue nombrado comandante de la frontera sur de Córdoba, que incluía San Luis. Avanzó esa frontera algunas leguas hacia el sur, lo que causó nuevos malones, al mando de Mariano Rosas. Logró debilitar a este aliándose con Coliqueo y dividiendo a los ranqueles al formar una tribu independiente, bajo el mando de su ahijado Baigorrita. En 1856 fue ascendido a coronel.
Peleó en la batalla de Cepeda (1859) del lado de Urquiza. Al año siguiente apoyó al gobernador cordobés Mariano Fragueiro contra los revolucionarios que lo habían derrocado. Pero el presidente Santiago Derqui terminó por deponer a Fragueiro, y el vicepresidente Pedernera, su comprovinciano, lo desautorizó.
Derqui lo reemplazó como comandante de la frontera por Juan Saá, su enemigo personal desde que había abandonado las tolderías. Por este cúmulo de razones personales se pasó al enemigo: se trasladó con sus indios y algunos soldados a la provincia de Buenos Aires, y combatió del lado de ésta en la batalla de Pavón.

## En las filas de Mitre
Formó parte de la división que invadió Cuyo bajo el mando de Ignacio Rivas, y colocó en el gobierno de su provincia a Justo Daract. Tras pasar unos meses en Mendoza, regresó a la frontera sur de Córdoba y San Luis.
Junto al coronel Julio de Vedia dirigió una campaña a Leuvucó, el centro de los ranqueles. Participó en la campaña contra el caudillo federal Chacho Peñaloza y en la batalla de Las Playas, en que este fue derrotado. Poco después derrotó al caudillo local Puebla en Chaján. En 1867 venció al caudillo federal de Córdoba, Simón Luengo, y apoyó la campaña contra Felipe Varela, el último caudillo federal del interior. 
En 1868 comenzó a escribir unas interesantes Memorias, de las que vale la pena citar el prefacio: 

"El coronel Baigorria, en la Villa de Río Cuarto, a seis días del mes de mayo de 1868, no teniendo en qué distraerse, se ocupa en recordar ligeramente su pasada y agitada vida."

Viajó a Buenos Aires a publicarlas, y más tarde regresó a la frontera cordobesa como comandante de la misma, con asiento en la Villa Mercedes, fundada por el coronel José Iseas quince años antes.
A fines de 1873 pasó a la plana mayor de la división del general José Miguel Arredondo, en la que inició en el conocimiento de la frontera al futuro conquistador del desierto y presidente Julio Argentino Roca. Ayudó en la represión de la revolución mitrista de 1874. Murió en San Luis en junio de 1875.

En la literatura
Existe una novela que recrea los años en los que Baigorria vivió con los ranqueles, entre 1932 y 1952. La cicatriz, de Daila Prado, Buenos Aires: Ediciones B, 2008, 384 págs. (ISBN: 978-987-627-056-4). Reedición: La cicatriz. Vida de Manuel Baigorria, Río Cuarto: UniRío Editora, 2022, 404 págs. (ISBN: 978-987-688-496-9).
El escritor Osvaldo Baigorria escribió la novela Correrías de un infiel, Buenos Aires: Blatt y Ríos, 2020, 212 págs (ISBN: 9789874941848). En este libro el escritor emprende una búsqueda de los orígenes del apellido Baigorria y viaja en busca de los rastros de su antepasado más célebre, el Coronel Baigorria.